# Steckmodul

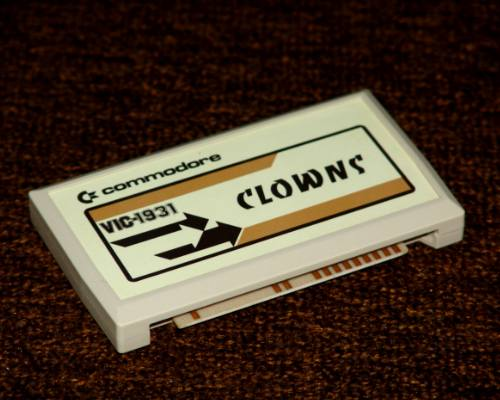
Spiele-Kassette für den VC 20 (etwa 10 cm breit und 5 cm lang)

Die Bezeichnung Steckmodul (auch Caddy oder englisch cartridge – Kassette) bezeichnet entweder ein in elektronische Geräte einsetzbares Bauteil bestimmter Größe, das von einem festen Gehäuse umschlossen ist, oder nur das entsprechende Gehäuse. Dieses ist meist aus Kunststoff gefertigt und soll das Innere des Bauteils vor äußeren Einflüssen wie Berührungen, Stößen oder Feuchtigkeit schützen. Die Handhabbarkeit erhöht sich.

## Datenträger

### Elektronisch
Insbesondere elektronische Datenträger von Spielkonsolen waren bis etwa Mitte der 1990er häufig als Steckmodul (Spielmodul) konstruiert, zum Beispiel beim SNES, Sega Mega Drive oder Nintendo 64. Da jeder Spielkonsolenhersteller jede Konsole neu entwickelte, wurde durch die Formgebung des Steckmoduls in der Regel die elektronische Inkompatibilität mechanisch unterstrichen. Durch die proprietären Standards wurde das Erstellen von Kopien sehr erschwert. Erst als der auf der innenliegenden Platine aufgebrachte Speicher im Vergleich zu optischen Medien zu teuer wurde, schwenkte die Spielkonsolenindustrie auf die Verwendung von CDs (z. B. Sega Saturn, PlayStation) und nachfolgende Formate um. Heutzutage findet man im Spielkonsolensektor nahezu ausschließlich bei portablen Geräten Steckmodule, zum Beispiel beim Nintendo 3DS.

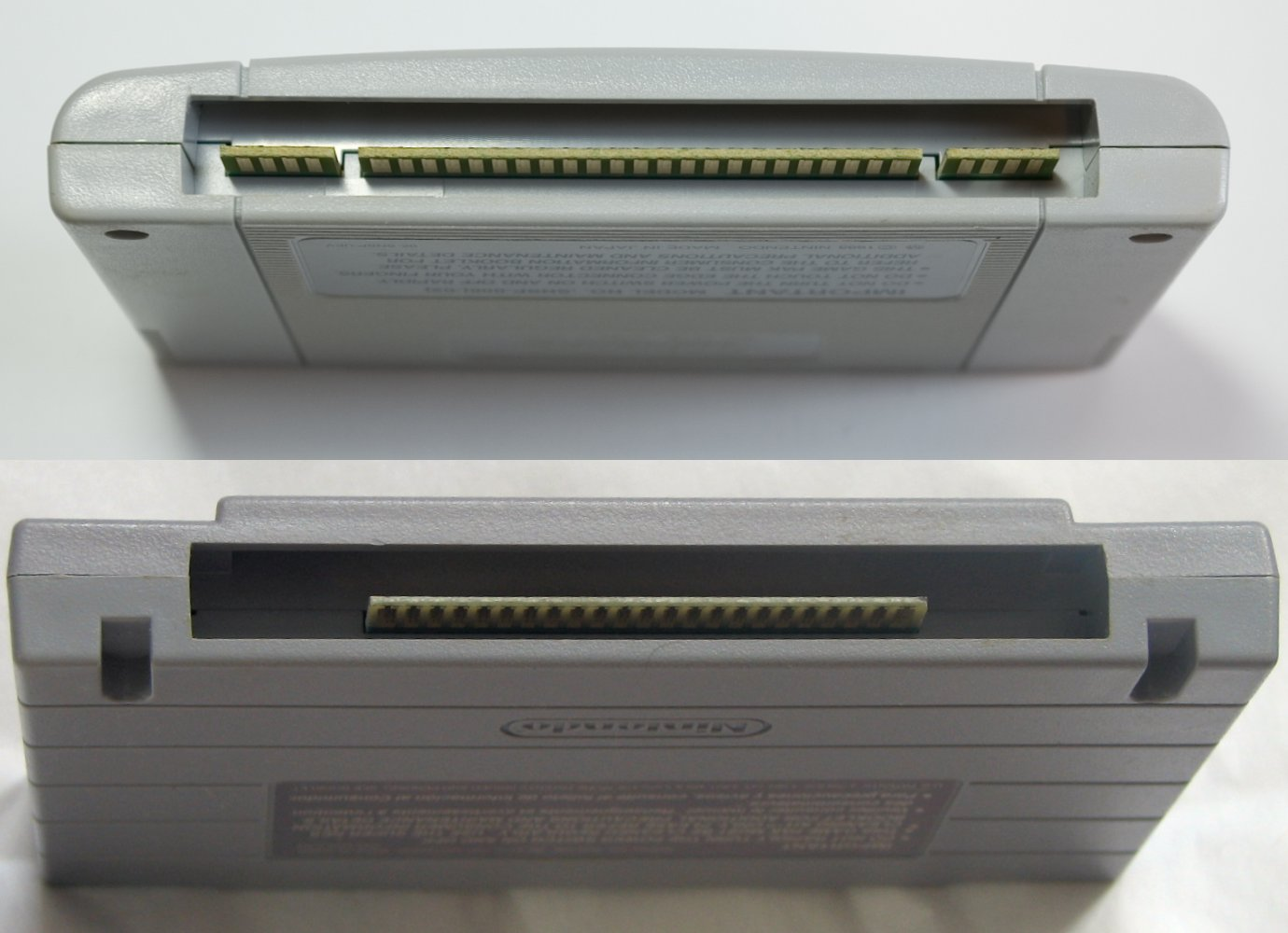
Anschlüsse bei unterschiedlichen Modulen des SNES. Das obere verfügt über zwei zusätzliche schmale Verbindungen für einen Zusatzchip.
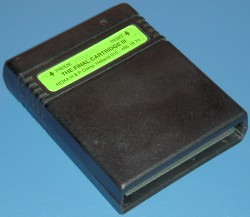
Multifunktionscartridge The Final Cartridge 3 für den C64
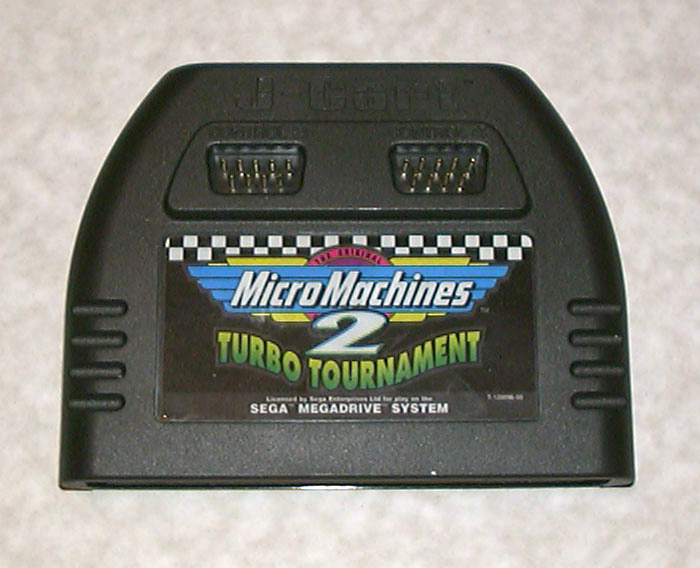
Sega Mega-Drive Modul mit zusätzlichen Joypadbuchsen
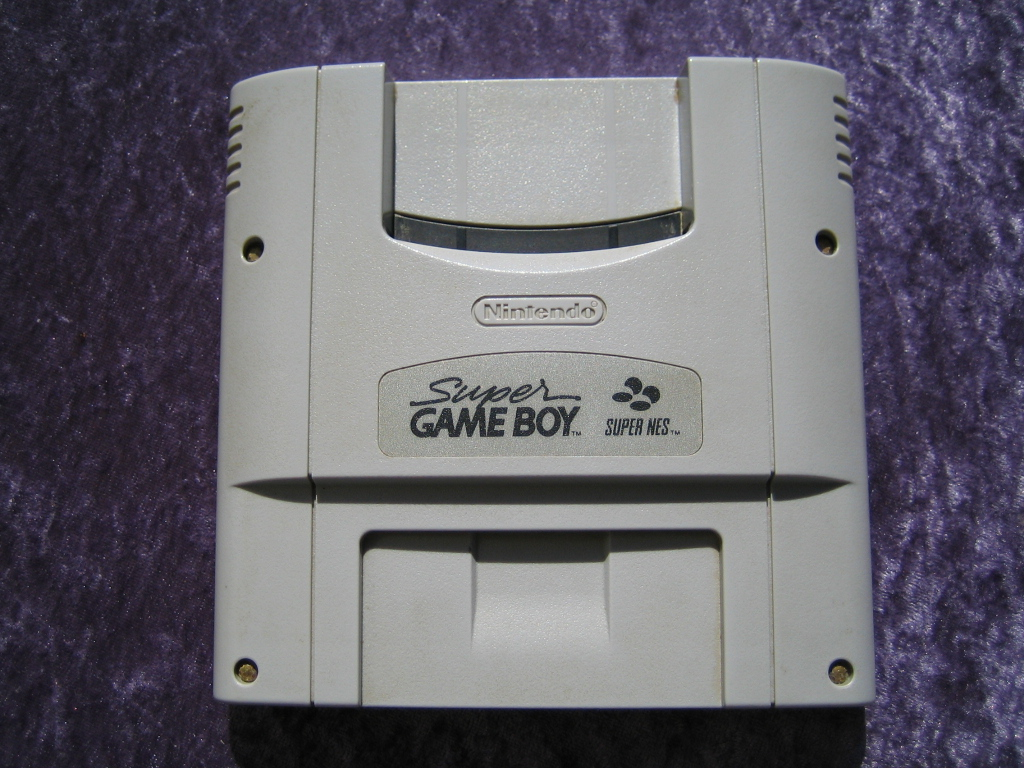
Steckmodul als Hardwareerweiterung: Super Game Boy
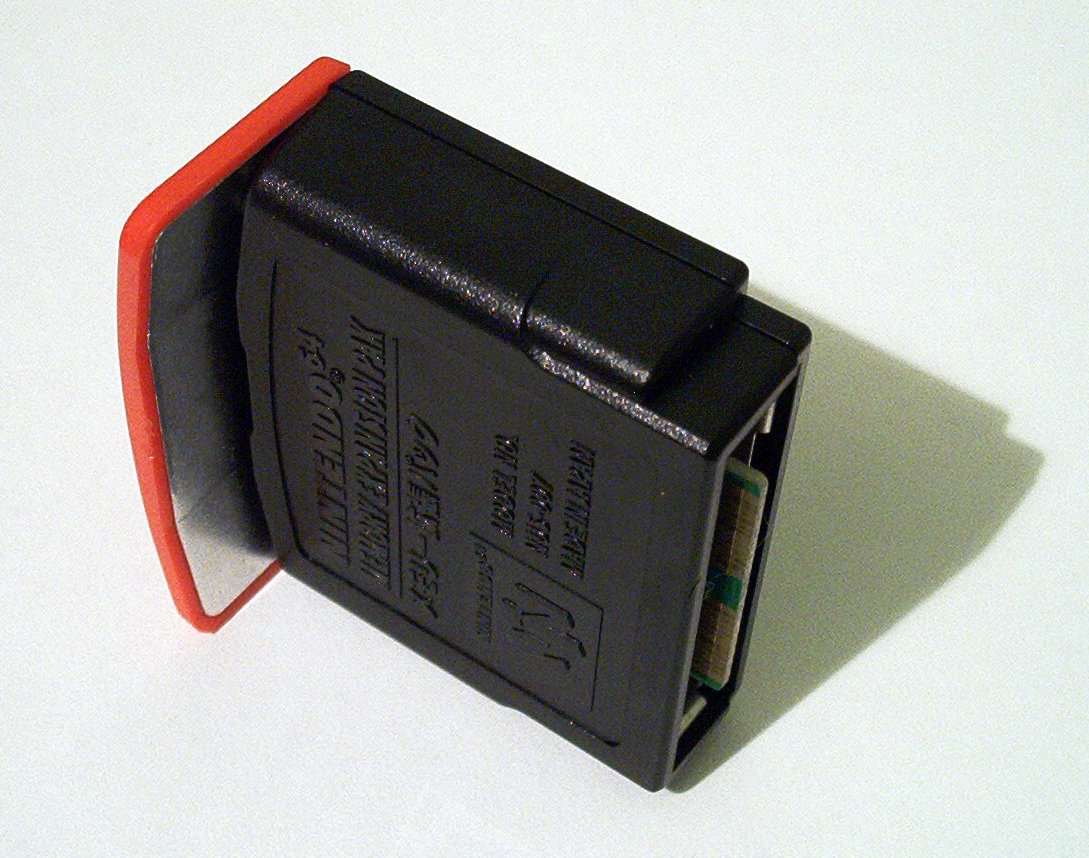
Steckmodul als Speichererweiterung beim Nintendo 64
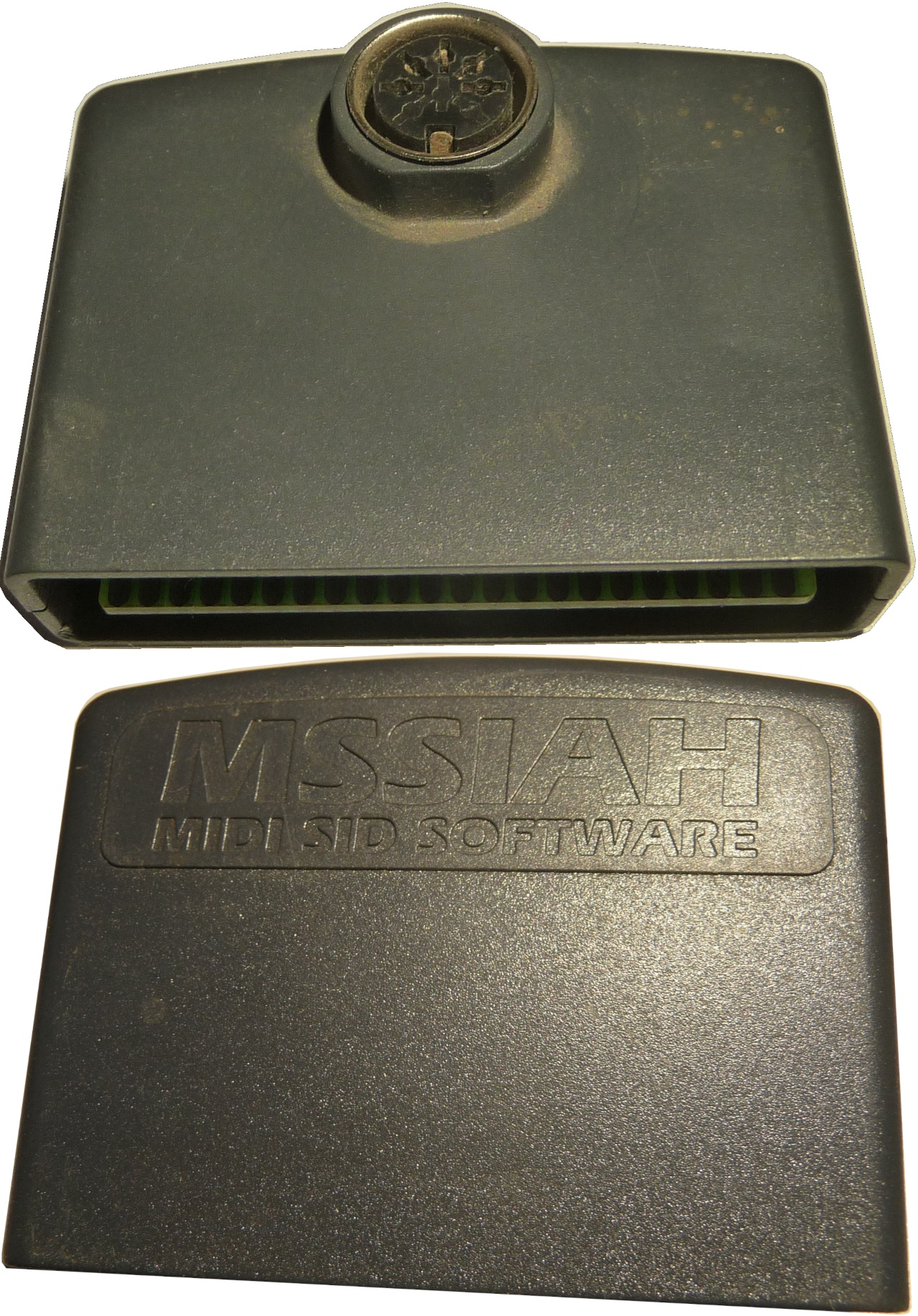
Steckmodul als MIDI-Interface von MSSIAH für den C64

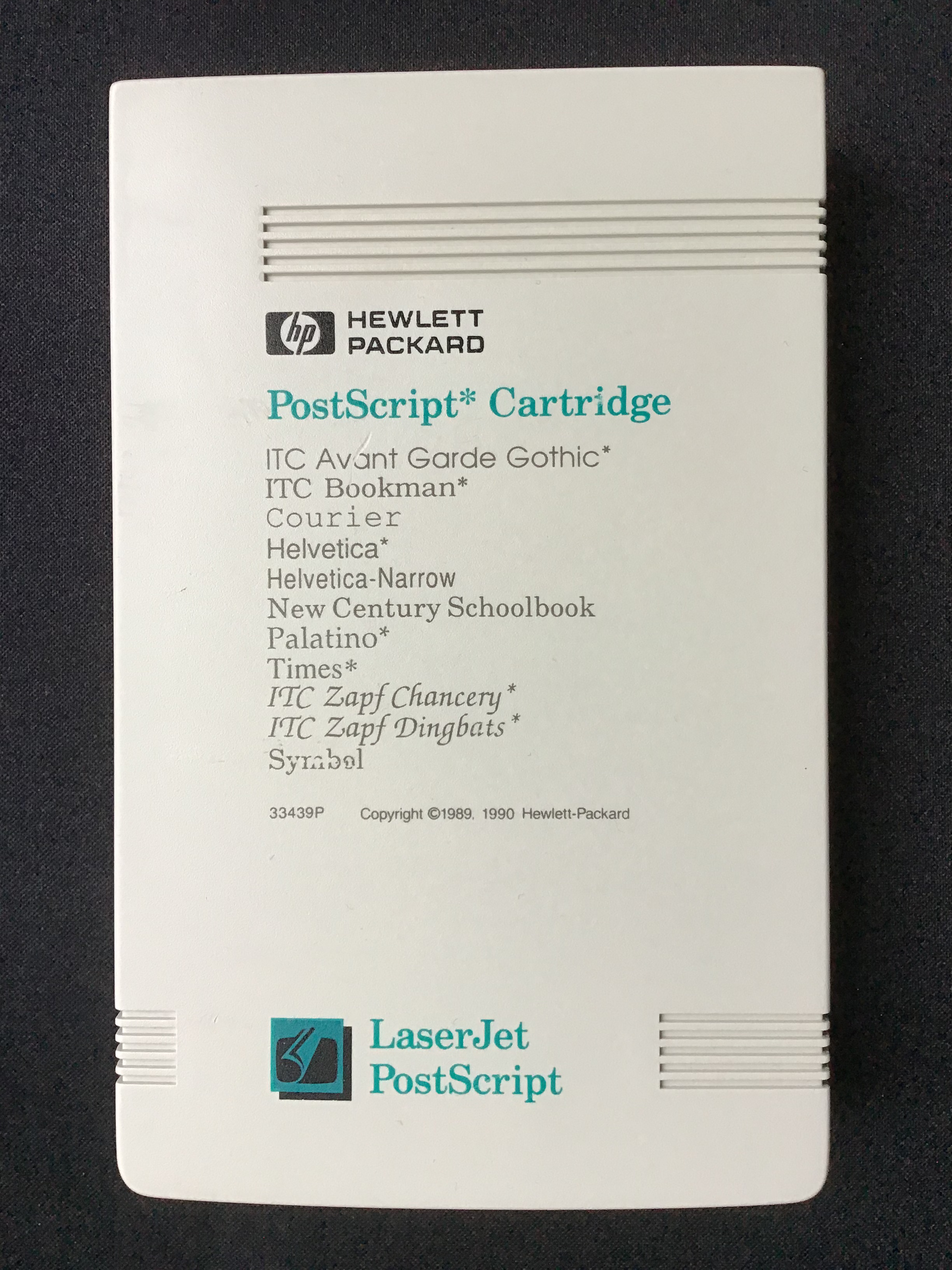
PostScript-Cartridge für Laserdrucker LaserJet IIP, IID, III, IIID etc.

Ein weiteres Einsatzgebiet sind Zusatzspeicher für Computer-Drucker, die z. B. weitere Schriftarten oder einen PostScript-Interpreter enthalten.

### Optisch
Zur Anfangszeit der CD-ROM-Laufwerke war es üblich, die Compact Disc (CD) erst in ein Schutzgehäuse (englisch caddy für Büchse) einzulegen. Anschließend wurden Caddy und CD komplett in das Laufwerk geschoben. Diese Schutzgehäuse stellten keine CD-Verpackungen dar. Die Grundidee war, empfindliche Datenträger dauerhaft berührungsgeschützt aufzubewahren und zu benutzen.
Optische Medien ohne Caddy / Cartridge erlauben eine kostengünstigere Mechanik für die Lese- und Schreibgeräte sowie preisgünstigere Medien. Da sich CDs als weniger empfindlich als ursprünglich angenommen erwiesen, verschwanden Caddy nutzende CD-ROM-Laufwerke Mitte der 1990er vom Markt. Man verwendet stattdessen Schubladen- (Tray) oder Steck-Mechanismen (Slot-In).
Bei weniger verbreiteten optischen Datenträgern werden weiterhin Kassetten eingesetzt, so etwa bei der 1995 veröffentlichten Phasewriter Dual (PD), der MiniDisc oder der 2004 standardisierten Ultra Density Optical (UDO). Auch für die PlayStation Portable werden Kunststoffhüllen nutzende UMDs benutzt. Weiterhin verlangen manche DVD-RAM-Laufwerke eine Kassette.

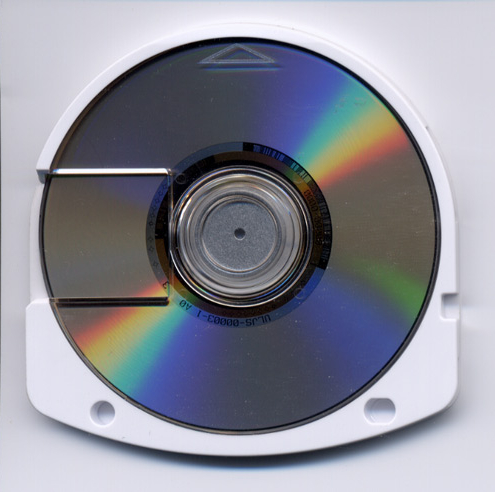
UMD für die PlayStation Portable
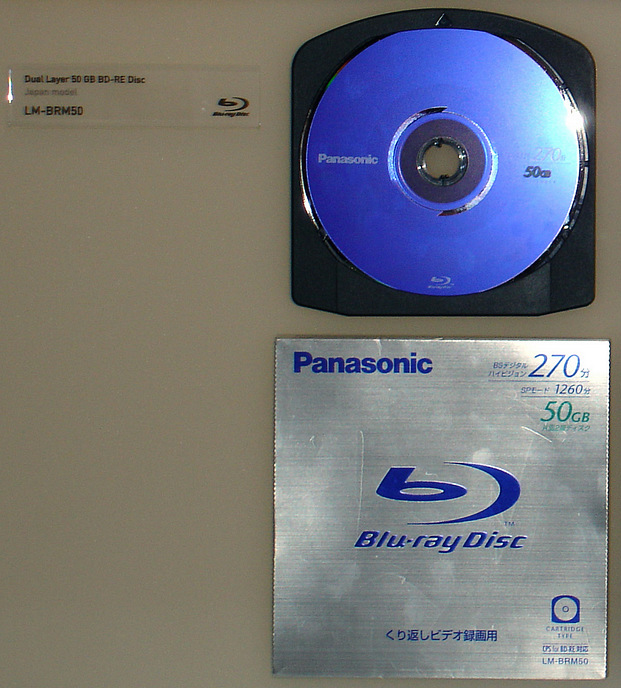
Blu-ray-Disc-Rohlinge LM-BRM50 von Panasonic. Dual Layer Discs BD-RE mit 50 GB Kapazität eingebettet in Cartridge
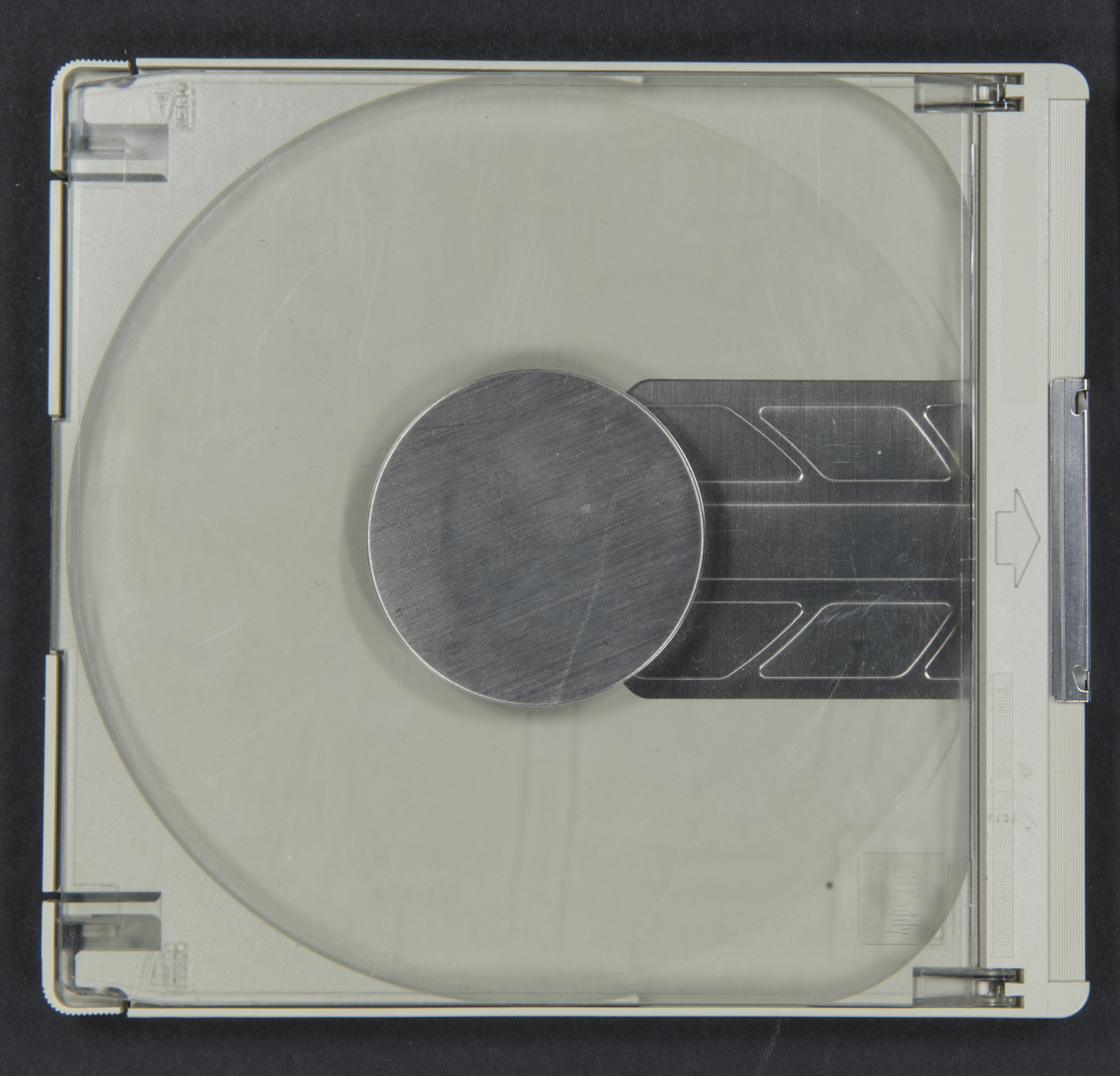
CD-Caddy

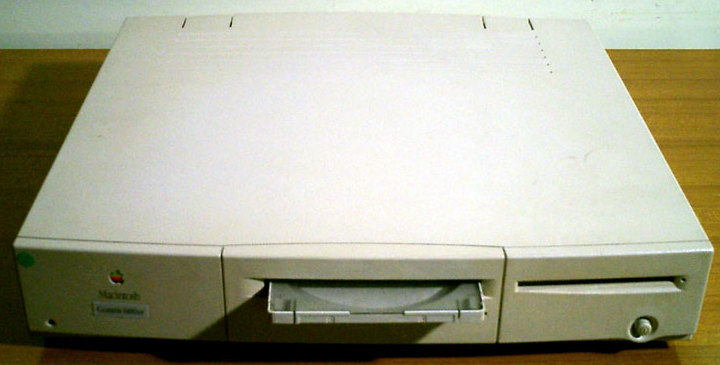
Macintosh Quadra 660AV mit Caddy-Laufwerk
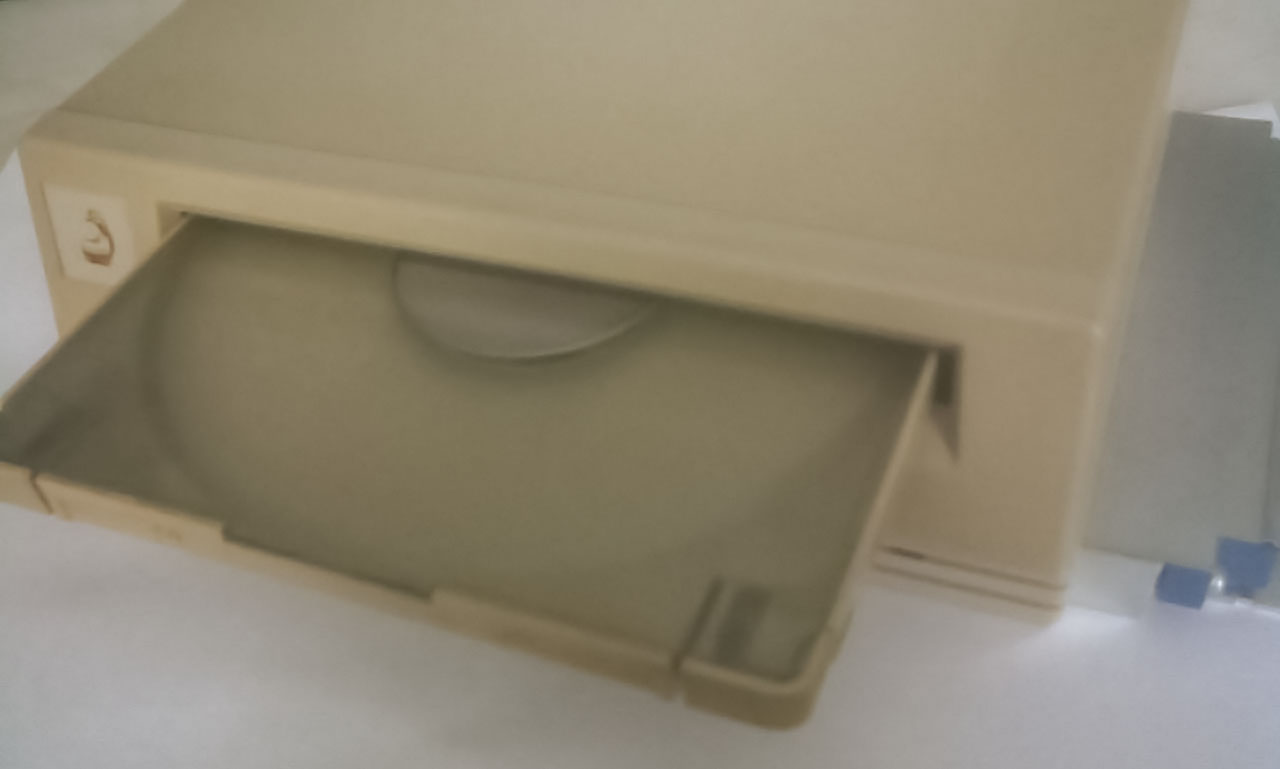
Amiga A570 Caddie-Laufwerk

### Magnetisch

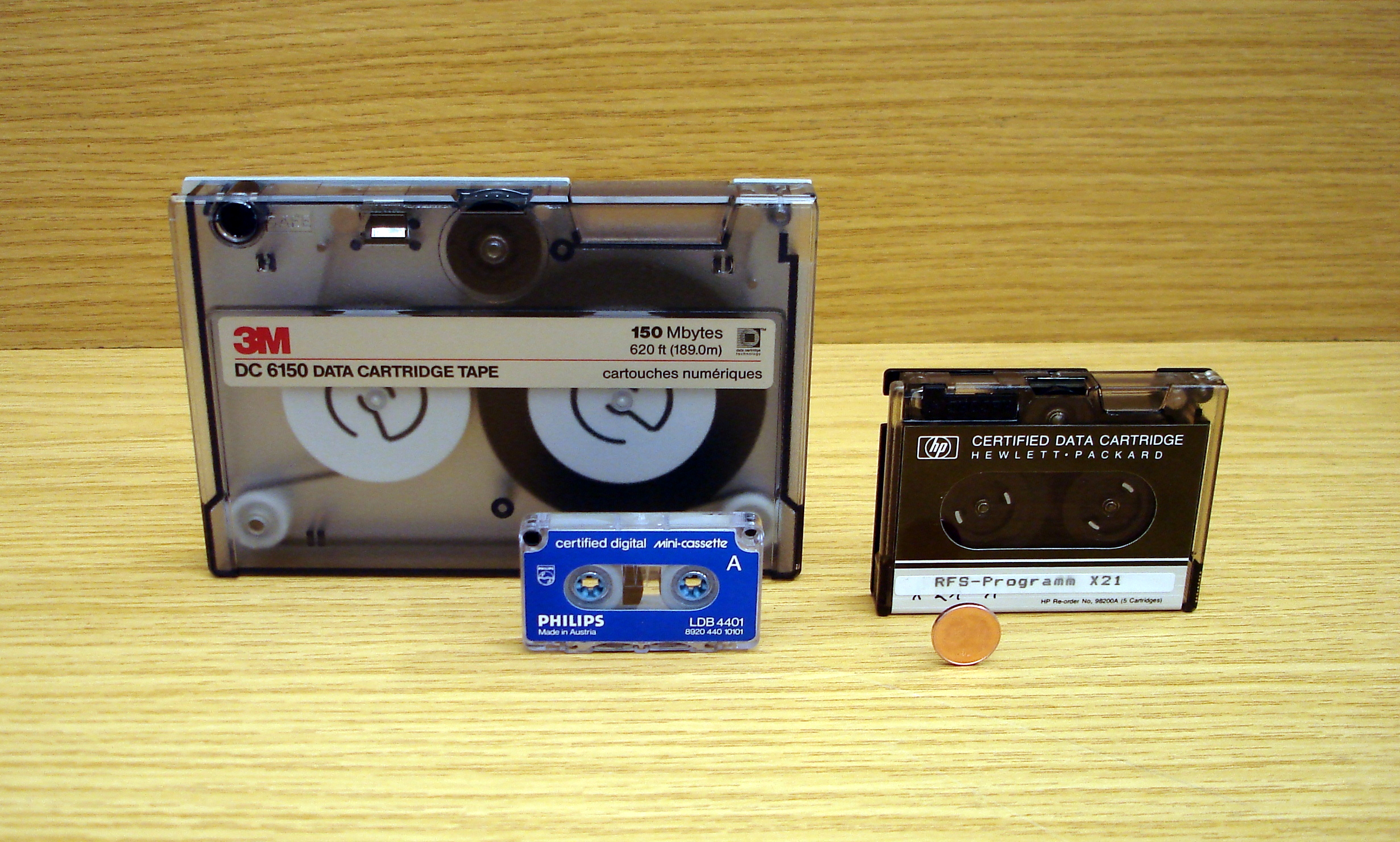
Verschiedene professionelle Datenkassetten

Professionell wird der Begriff cartridge für Datenträger mit einfach auszuwechselnden Magnetbändern genutzt.
Medien mit magnetischer Scheibe werden umgangssprachlich eher als Diskette und Medien mit einem Magnetband eher als Kassette bezeichnet.

## Drucker
Da im englischen Sprachraum Druckerpatronen und Tonerkartuschen von Druckern als cartridge bezeichnet werden, findet sich diese Bezeichnung gelegentlich auch im deutschsprachigen Raum.